# Carlos Clark

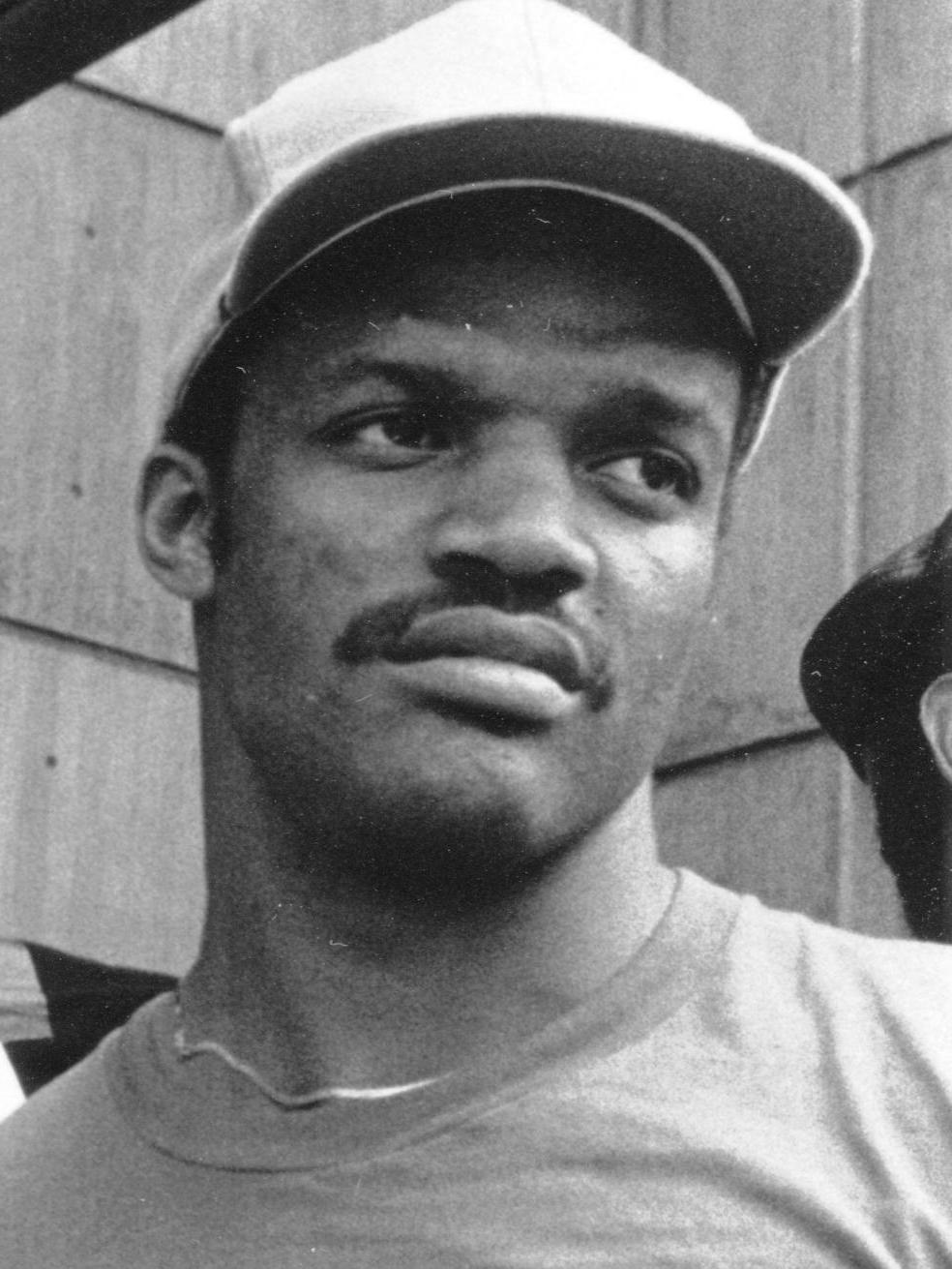
Imagem do ex-jogador de basquete norte-americano Carlos Clark.

Carlos Clark é um ex-jogador de basquete norte-americano que foi campeão da Temporada da NBA de 1983-84 jogando pelo Boston Celtics.